# دهنو (خليل أباد)
دهنو هي قرية في مقاطعة خليل أباد، إيران. عدد سكان هذه القرية هو 3,832 في سنة 2006.